# Verordnung über die Verbrennung und die Mitverbrennung von Abfällen
Die Verordnung über die Verbrennung und die Mitverbrennung von Abfällen ist eine deutsche Rechtsvorschrift. Die Neufassung trat am 2. Mai 2013 in Kraft. Sie trifft Regelungen für die Errichtung, die Beschaffenheit und den Betrieb von Abfallverbrennungs- und Abfallmitverbrennungsanlagen.
Mit dem Inkrafttreten der 17. BImSchV im Jahr 1990 wurden erstmals auch Anforderungen an die Behandlung von Reststoffen und an die Nutzung von Abwärme gestellt. Gegenüber den Emissionswerten der TA Luft wurden die Emissionsgrenzwerte erheblich verschärft. Ebenfalls erstmals wurden auch Emissionsgrenzwerte für Dioxine und Furane eingeführt. Altanlagen waren bis zum 1. März 1994 nachzurüsten.